# Our Betters
 Our Betters è un film del 1933 diretto da George Cukor, tratto da una commedia di William Somerset Maugham.

## Produzione
Il film fu prodotto dalla RKO Radio Pictures.

## Distribuzione
Il film fu presentato il 23 febbraio 1933 e uscì nelle sale cinematografiche statunitensi il 17 marzo 1933, distribuito dalla RKO Radio Pictures.